# آچار بکس ضربه‌ای

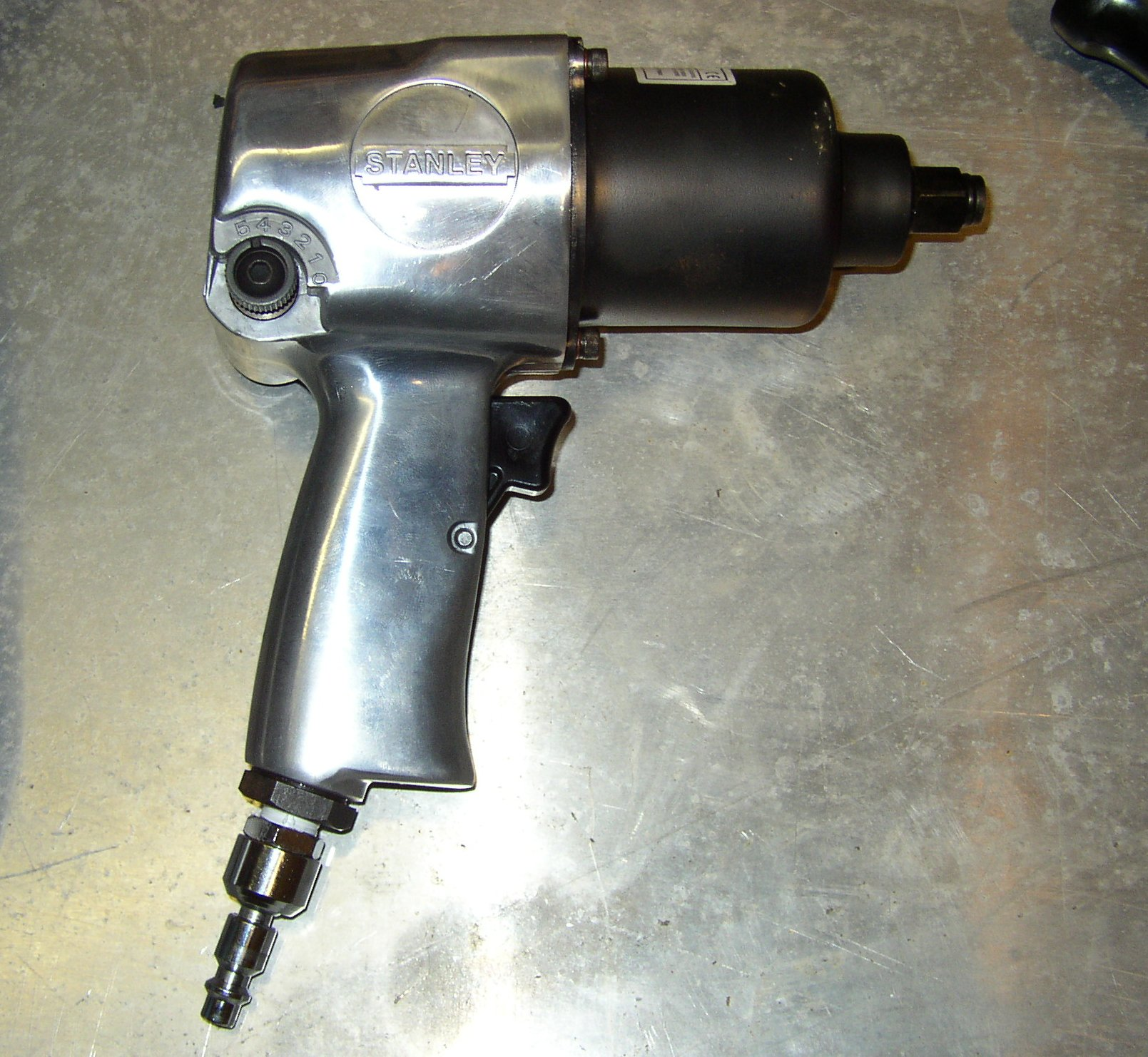
یک آچار ضربه ای بادی با قبضه تپانچه ۱/۲ اینچی

آچار ضربه‌ای (همچنین به عنوان ضربه‌زن، تفنگ ضربه‌ای، آچار بادی، تفنگ بادی، تفنگ جغجغه‌ای، تفنگ گشتاور نیز شناخته می‌شود) یک ابزار برقی آچار سوکتی است که برای ارائه گشتاور بالا با حداقل فشار توسط کاربر، با ذخیره انرژییک جرم دوار طراحی شده‌است. که آن را به‌طور ناگهانی به شفت خروجی وارد می‌کند. این ابزار توسط رابرت اچ. پات از ایوانسویل، ایندیانا اختراع شد.
هوای فشرده رایج‌ترین منبع انرژی است، اگرچه از نیروی الکتریکی یا هیدرولیک نیز استفاده می‌شود، و دستگاه‌های الکتریکی بی‌سیم از اواسط دهه ۲۰۰۰ به‌طور فزاینده‌ای محبوب شدند.
آچار ضربه ای به‌طور گسترده در بسیاری از صنایع مانند تعمیر خودرو، تعمیر و نگهداری تجهیزات سنگین، مونتاژ محصول، پروژه‌های ساختمانی بزرگ و هر نمونه دیگری که در آن گشتاور خروجی بالا مورد نیاز است، استفاده می‌شود.
آچار ضربه ای در هر اندازه استاندارد موجود است، از ابزارهای درایو کوچک ¼ اینچی برای مونتاژ و جداسازی کوچک، تا ۳½ اینچ و درایوهای مربعی بزرگتر برای ساخت و سازهای عمده. آچار ضربه ای یکی از پرکاربردترین ابزارهای بادی است.
در حین کار، یک جرم دوار توسط موتور شتاب می‌گیرد و انرژی را ذخیره می‌کند، سپس به‌طور ناگهانی به شفت خروجی (سندان) متصل می‌شود و ضربه ای با گشتاور بالا ایجاد می‌کند. مکانیزم چکش به گونه ای طراحی شده‌است که پس از ضربه زدن، چکش دوباره آزادانه بچرخد و قفل نشود. با این طراحی، تنها نیروی واکنشی که به بدنه ابزار اعمال می‌شود، موتوری است که چکش را شتاب می‌دهد و در نتیجه اپراتور گشتاور بسیار کمی را احساس می‌کند، حتی اگر گشتاور بسیار بالا باشد. (این شبیه به یک چکش معمولی است، که در آن کاربر نیروی کوچک و ثابتی را برای چرخاندن چکش اعمال می‌کند، که وقتی چکش به جسمی برخورد می‌کند، یک ضربه بسیار بزرگ ایجاد می‌کند)
در طراحی چکش قبل از اینکه چکش به‌طور جداگانه از سندان بچرخد به حداقل گشتاور خاصی نیاز دارد که باعث می‌شود ابزار متوقف شود و در عوض اگر فقط به گشتاور کم نیاز باشد بست را به آرامی به حرکت درآورد و به سرعت بست را نصب/حذف کند.

## اندازه‌ها و سبک‌ها

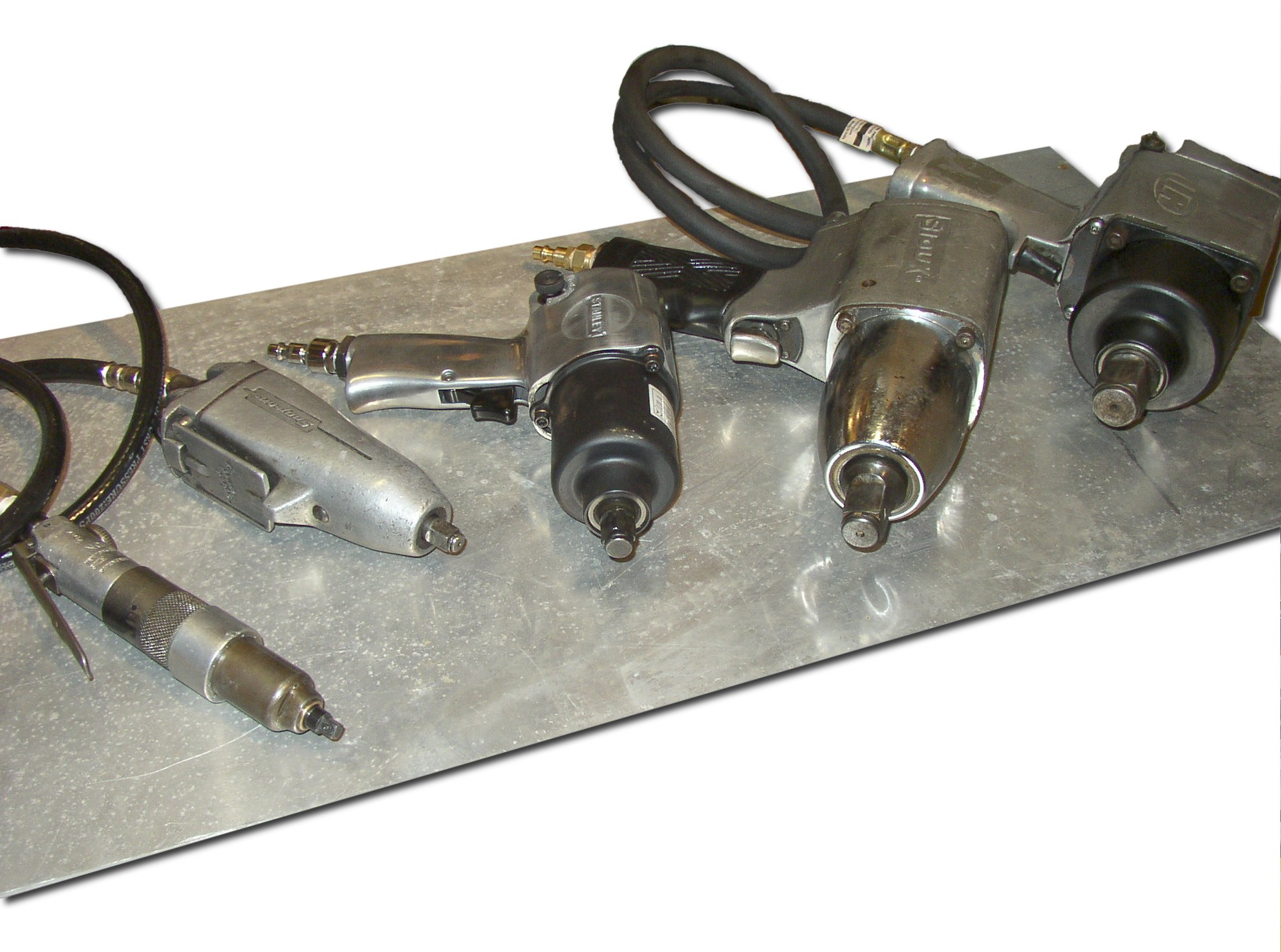
انواع آچار ضربه ای، در همه اندازه‌های رایج از ¼ تا ۱، در سبک‌های مختلف، از جمله دستگیره خطی، پروانه ای و تپانچه.

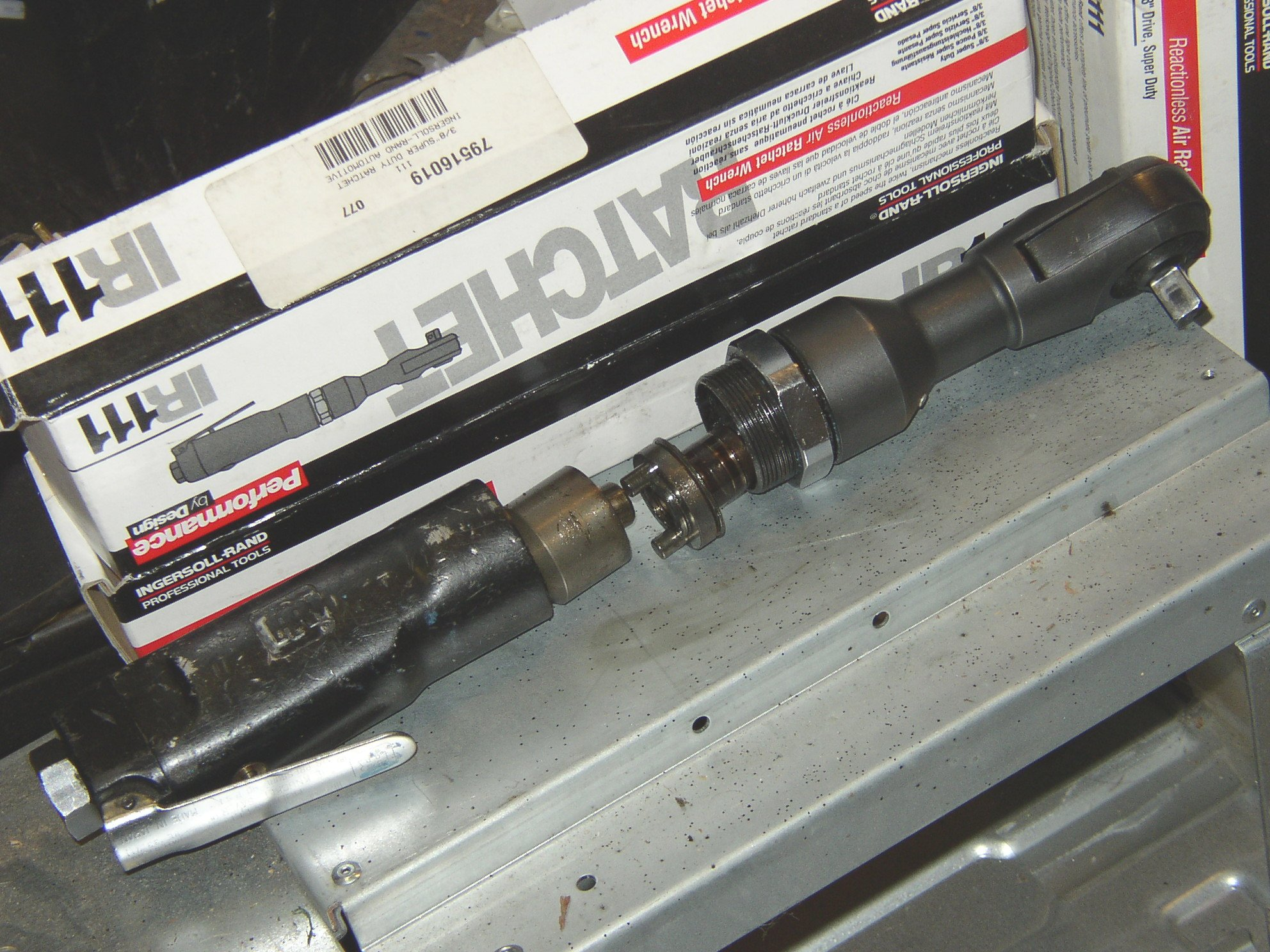
این جغجغه «بدون واکنش» از مکانیزم ضربه کلاچ پین مینیاتوری به جای کاهش دنده استفاده می‌کند.

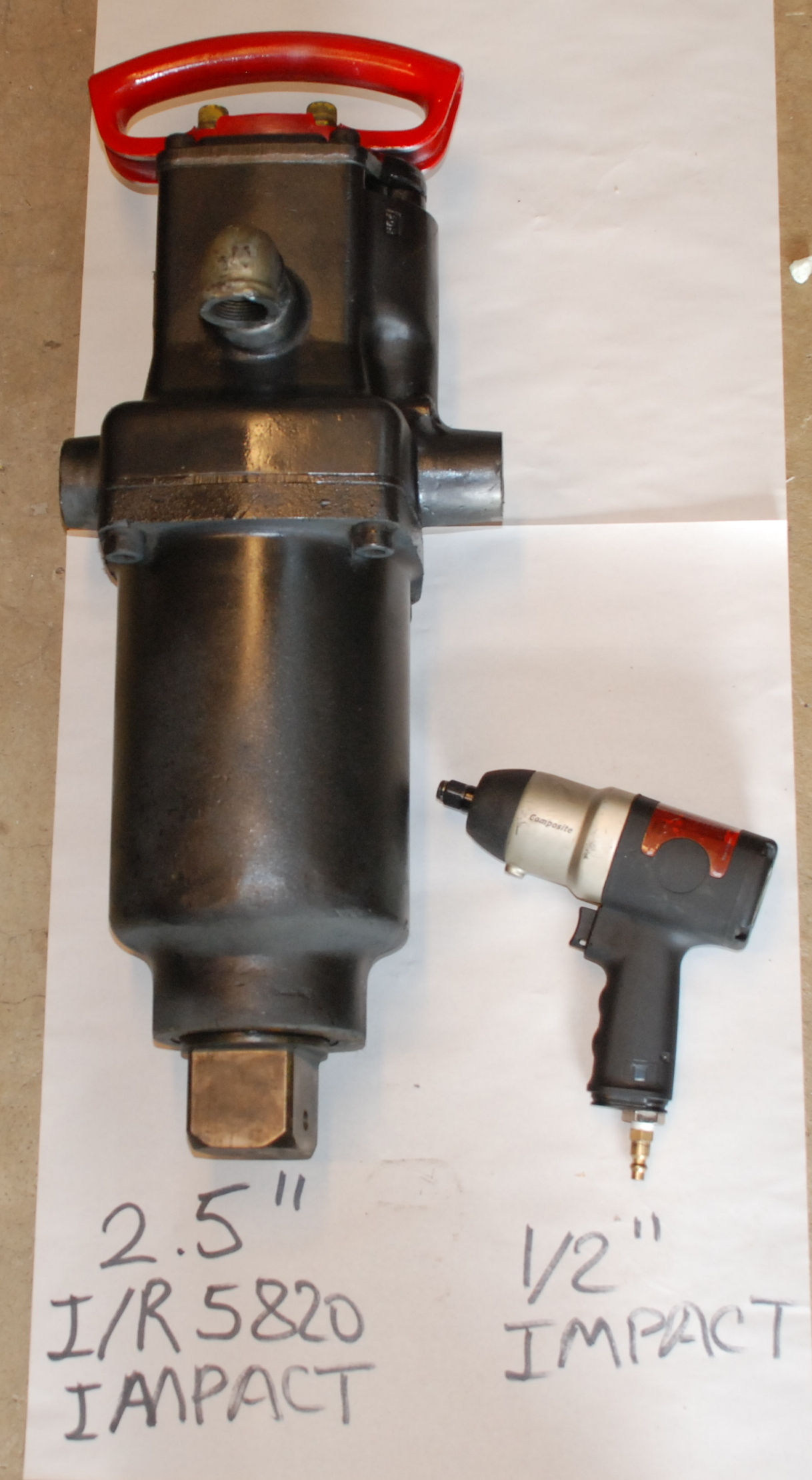
ضربه ای بزرگ ۲½ اینچی درایو Ingersoll Rand در مقابل آچار ضربه ای ½ اینچی.

## مکانیزم‌های چکشی

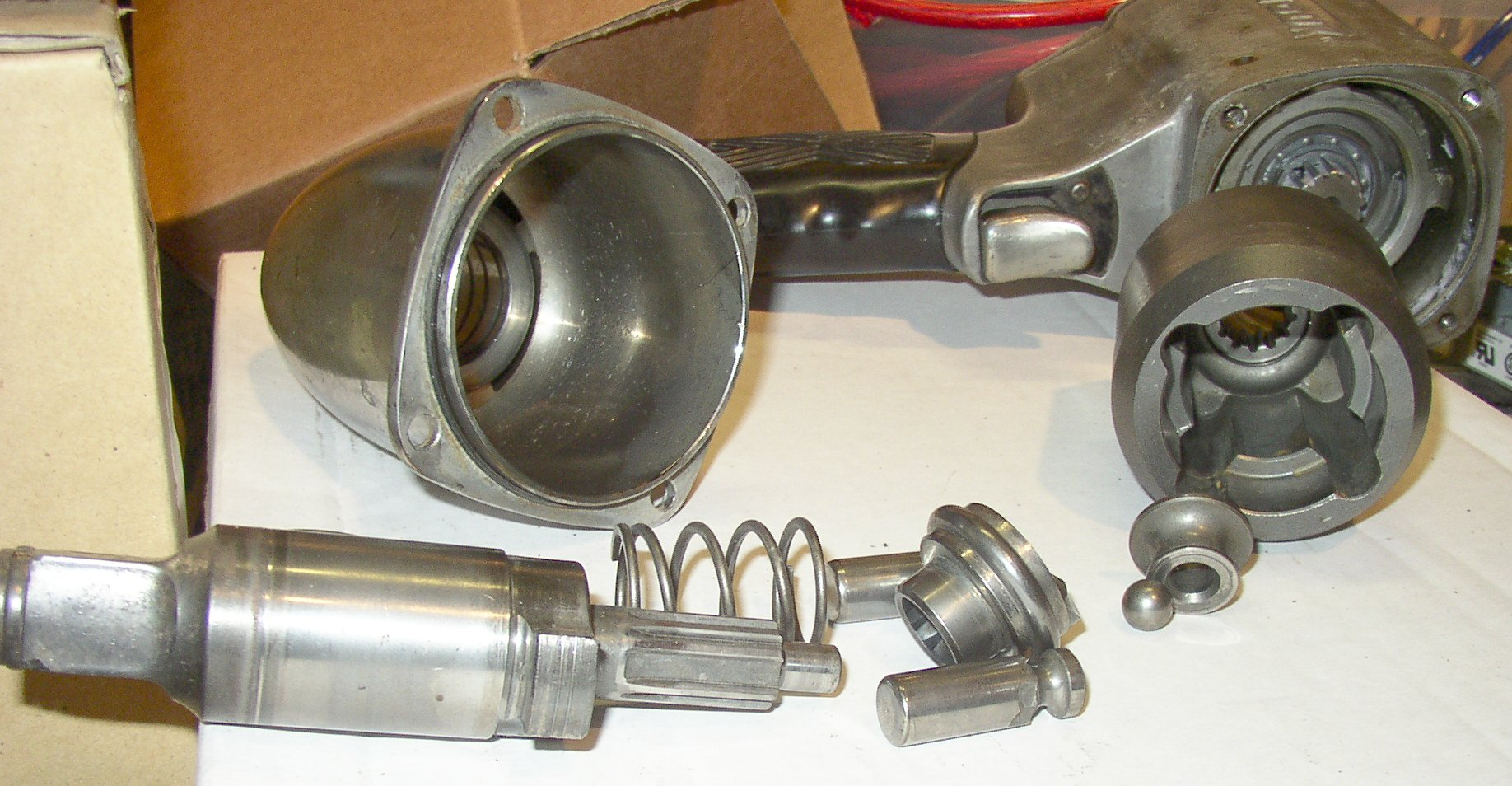
مکانیسم کلاچ پین از یک آچار ضربه ای ¾ اینچی.

مکانیسم چکش در یک آچار ضربه ای باید به چکش اجازه دهد تا آزادانه بچرخد، بر سندان ضربه بزند، سپس آزاد شود و دوباره آزادانه بچرخد. طرح‌های زیادی برای انجام این کار استفاده می‌شود که همگی دارای دلیل خاصی هستند. بسته به طرح، چکش ممکن است سندان را یک یا دو بار در هر دور به حرکت درآورد (که در آن چرخش تفاوت بین چکش و سندان است)، با برخی از طرح‌ها ضربه‌های سریع‌تر و ضعیف‌تر دو بار در هر دور یا ضربات آهسته‌تر و قوی‌تر در یک دور

انیمیشن یک چکش کلاچ پین. به‌طور معمول چکش می‌چرخد در حالی که سندان ثابت می‌ماند و به بست متصل می‌شود، چرخش سندان عملکرد پین‌ها را به وضوح نشان می‌دهد.

## در مقایسه با یک محرک ضربه ای
آچار ضربه ای معمولاً گشتاور بیشتری ارائه می‌دهد و قطعات ابزار بزرگتری را نسبت به یک درایور ضربه ای می‌پذیرد. این باعث می‌شود که آچار ضربه‌ای برای پیچ‌ها و مهره‌های بزرگ در تنظیمات مکانیکی سنگین (مثلاً مهره‌ها) مناسب‌تر باشد، در حالی که محرک ضربه‌ای با گشتاور کمتر و بیت ابزار کوچک‌تر برای به کار انداختن پیچ‌های کوچک‌تر مناسب‌تر است، مثلاً در کارهای ساختمانی . .